# Eupithecia illuminata
Eupithecia illuminata là một loài bướm đêm trong họ Geometridae.